# Paracorythoderus casperi
Paracorythoderus casperi är en skalbaggsart som beskrevs av Hermann Julius Kolbe 1909. Paracorythoderus casperi ingår i släktet Paracorythoderus och familjen Aphodiidae. Inga underarter finns listade i Catalogue of Life.